# Gabriele Biancheri
Gabriele Biancheri (?, 2006. szeptember 18.-)  walesi utánpótlás válogatott labdarúgó, posztját tekintve támadó, a Manchester United játékosa.

## Pályafutása

### Klubcsapatokban
Biancheri a Cardiff City akadémiáján kezdte pályafutását, köszönhetően jó formájának, 2022. december 3-án felhívták a klub U21-es csapatához a Wolverhampton Wanderers ellen 1-0-ra elvesztett Premier League Cup mérkőzésre. A walesi klubnál töltött 9 év után, Biancheri a Premier Leagueben szereplő Manchester United csapatához igazolt 2023 februárjában.

### A válogatottban
Biancheri állítólag olasz származású, így lehetősége van Anglia, Olaszország és Wales válogatottját is képviselni nemzetközi szinten. Játszott már a walesi U16-os illetve az walesi U17-es válogatottban is.

## Játékstílusa
A "tempós és lendületes támadónak" nevezett Biancheri kényelmesen játszik a támadóhármas bármely részén, valamint képes az úgynevezett ""10-es pozícióban" is játszani.

## Fordítás
Ez a szócikk részben vagy egészben  a   Gabriele Biancheri című angol Wikipédia-szócikk fordításán alapul.  Az eredeti cikk szerkesztőit annak laptörténete sorolja fel. Ez a jelzés csupán a megfogalmazás eredetét és a szerzői jogokat jelzi, nem szolgál a cikkben szereplő információk forrásmegjelöléseként.